# Rekonstrukcja pociążowa

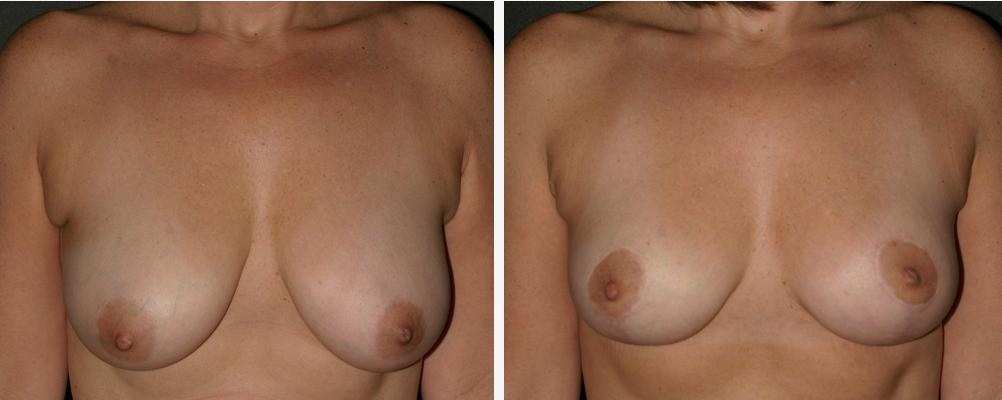
Redukcja piersi - zdjęcie przed i po

Rekontrukcja pociążowa (ang. mommy makeover) to zabieg chirurgiczny składający się z kilku procedur, mających za zadanie poprawę wyglądu kobiecego ciała po przebytej ciąży. Najczęściej wykonuje się abdominoplastykę, powiększanie piersi lub ich lifting, liposukcje lub termolifting.

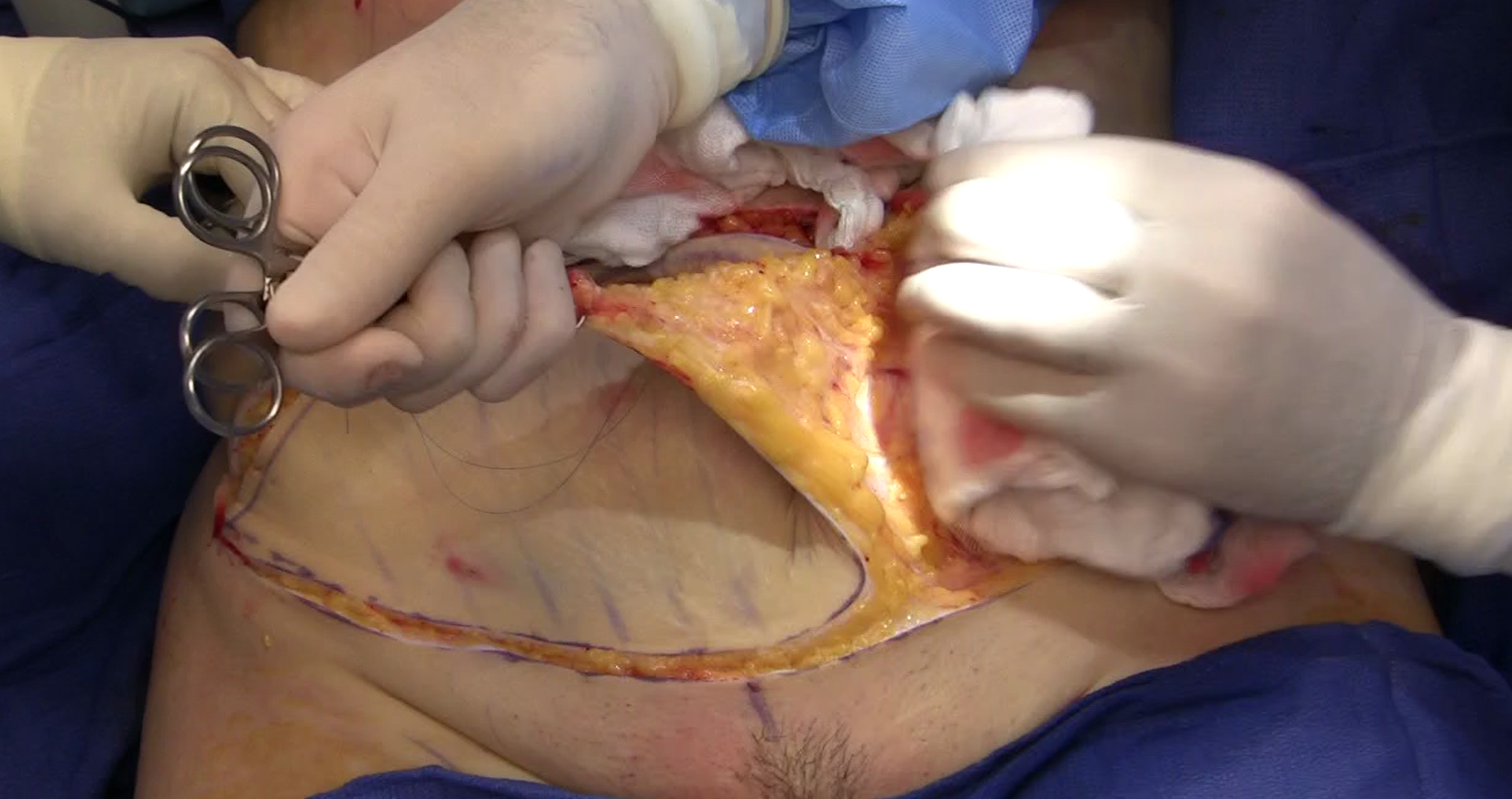
Abdominoplastyka – odseparowywanie skóry wraz z tkanką tłuszczową

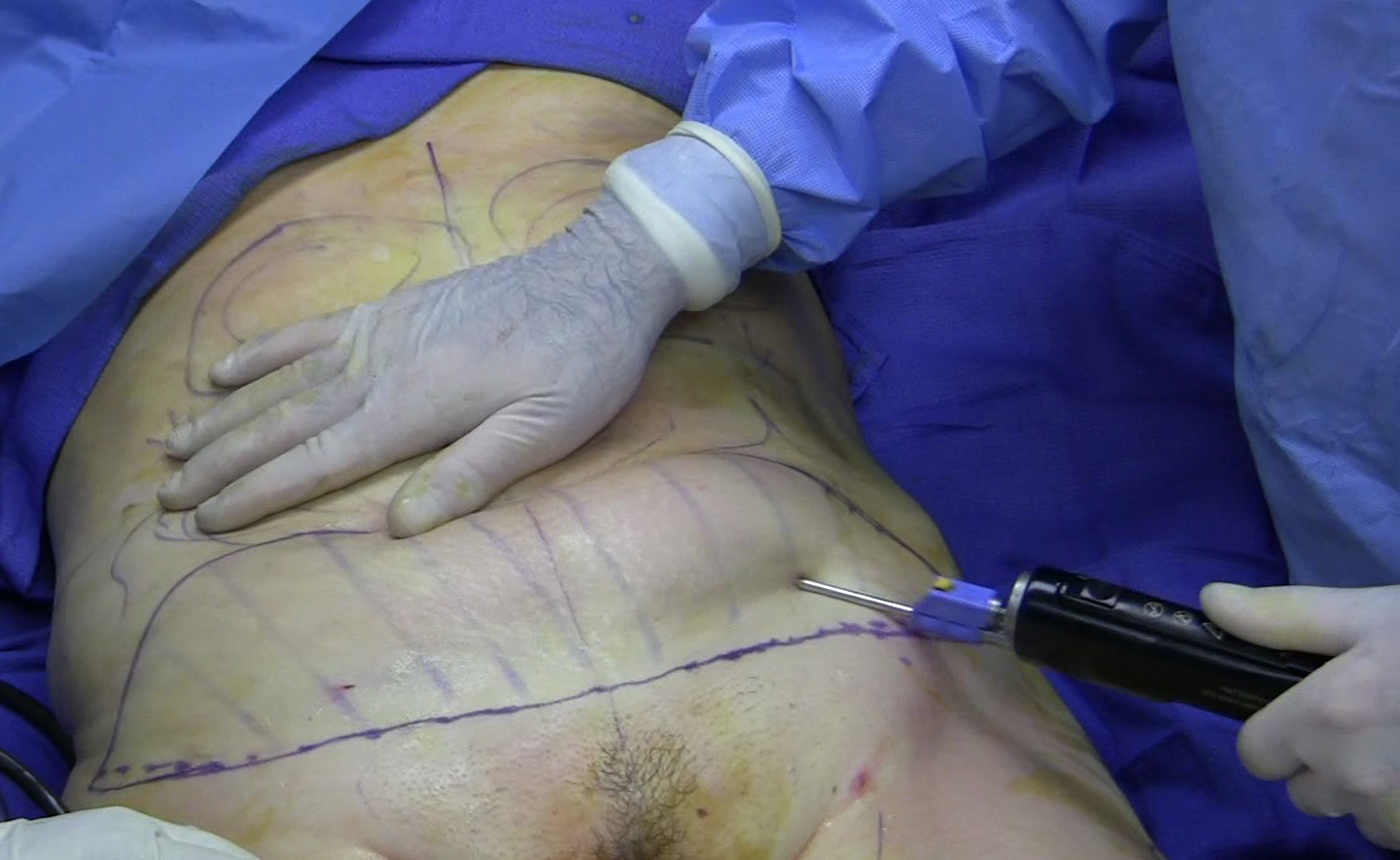
Zabieg liposukcji

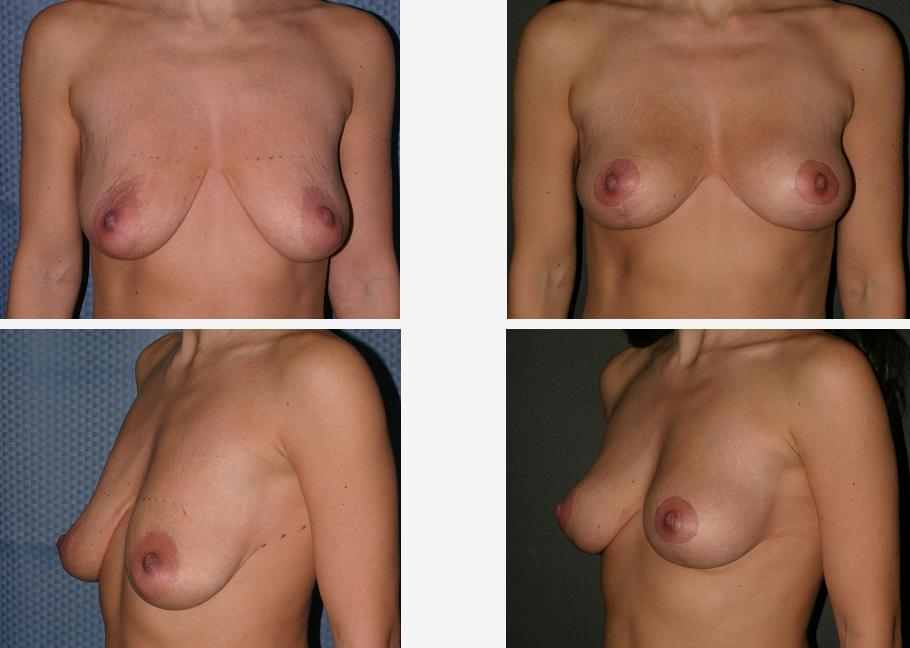
Zabieg uniesienia piersi (mastopeksja)

Po przebytej ciąży brzuch często pozostaje obwisły, piersi opadnięte, tradycyjne metody jak dieta i ćwiczenia nie przynoszą oczekiwanych rezultatów. Dla tych właśnie kobiet często jedyną szansą na odzyskanie dawnej sylwetki jest zabieg rekonstrukcji pociążowej. Zabieg rekonstrukcji pociążowej pozwala odzyskać sylwetkę sprzed ciąży. Wadami zabiegu są złożoność procedury chirurgicznej, ryzyko wystąpienia powikłań oraz wrażliwość zabiegu na zmiany masy ciała i przyszłej ciąży.

## Kandydatka do zabiegu
Odpowiednią kandydatkę do zabiegu cechuje się obwisłą skórą brzucha i opadającymi piersiami. Kiedy tradycyjne metody odzyskania dawnej sylwetki nie przyniosły oczekiwanych rezultatów. Kobieta powinna cieszyć się ogólnie dobrym stanem zdrowia, nie paląca, mająca realne oczekiwania wobec zabiegu.
Zabieg chirurgiczny wiąże się z ryzykiem wystąpienia powikłań, aby zminimalizować ryzyko ich wystąpienia, pacjentka nie powinna mieć przeciwwskazań podnoszących ryzyko wystąpienia ewentualnych komplikacji. Bezwzględnie zabieg nie może być przeprowadzony u kobiet w ciąży, które mają problemy z nadciśnieniem tętniczym, chorują na cukrzyce lub mają problemy z krzepliwością krwi.

## Bezpieczeństwo zabiegu
Każdy zabieg chirurgiczny wiąże się z ryzykiem wystąpienia powikłań. Są to typowe powikłania występujące przy zabiegu abdominoplastyki i operacji piersi. Zaliczyć do nich można: krwiaki, obrzęki, infekcje, blizny i zakrzepica żył. Innymi powikłaniami są problemy z gojeniem się ran, zmiany czucia, drętwienie, asymetria lub przebarwienia skóry.

## Przygotowanie do zabiegu
Każdy zabieg chirurgiczny powinien być poprzedzony konsultacjami chirurgicznymi. Podczas konsultacji lekarz zleca wykonanie podstawowych badań w celu wykluczenia istnienia przeciwwskazań do zabiegu. Aby efekt końcowy zabiegu był trwały najpierw należy osiągnąć swoją optymalną wagę, zastosować zdrową dietę i odpowiednie ćwiczenia. Na co najmniej 6 tygodni przed zabiegiem powinno się zaprzestać palenia tytoniu oraz przyjmowaniu leków mogących wpływać na rozrzedzenie krwi. Do leków tych zaliczamy aspirynę i wszystkie jej pochodne. Na okres pooperacyjny należy zapewnić sobie opiekę drugiej osoby. Wszystkie najważniejsze rzeczy tj. tabletki, woda do picia itp. powinny znajdować się zasięgu ręki, tak aby nie było trzeba się schylać i nadwyrężać.

## Przebieg zabiegu
To jak wyglądać będzie procedura zabiegu uzależnione jest od procedur, jakie zostały przewidziane podczas rekonstrukcji pociążowej:
Abdominoplastyka – zabieg polega ma poprawie wyglądu brzucha poprzez usunięcie nadmiaru skóry, mięśnie brzucha są zszywane w celu poprawy ich napięcia.
Liposukcja – zabieg polega na pozbyciu się nadmiaru tkanki tłuszczowej poprzez jej odessanie. Liposukcja w tym przypadku obejmuje okolice bioder, ud i boczków.
Lifting piersi – zabieg polega na uniesieniu obwisłych piersi i nadanie im przez to młodszego wyglądu. Chirurg poprzez usunięciu nadmiaru skóry zmienia również położenie piersi.
Redukcja piersi – procedura chirurgiczna polegająca na zmniejszeniu rozmiaru piersi. Chirurg poprzez odpowiednie nacięcia usuwa nadmiar tkanki tłuszczowej i gruczołu piersiowego oraz nadmiar skóry.
Powiększenie piersi – zabieg polega na powiększeniu piersi przy pomocy implantów lub własnej tkanki tłuszczowej. Po wykonaniu odpowiednich nacięć lekarz umieszcza implanty pod gruczołem piersiowym lub pod mięśniem piersiowym większym.

## Rekonwalescencja
Podobnie jak zabieg okres rekonwalescencji uzależniony jest od wykonanych procedur. Ze względu na złożoność zabiegu powrót do zdrowia może trwać nawet kilka miesięcy. Bezpośrednio po zabiegu w ranach umieszczane są dreny w celu łatwiejszego odprowadzenia płynów i krwi na zewnątrz. Po zabiegu konieczne jest noszenie specjalnej odzieży uciskowej lub bandaży, które mają na celu zmniejszenie obrzęków. Przez najbliższe dwa tygodnie po zabiegu należy unikać forsowania się. Dolegliwości bólowe łagodzone są przy pomocy doustnych środków przeciwbólowych.